# Kane Roberts

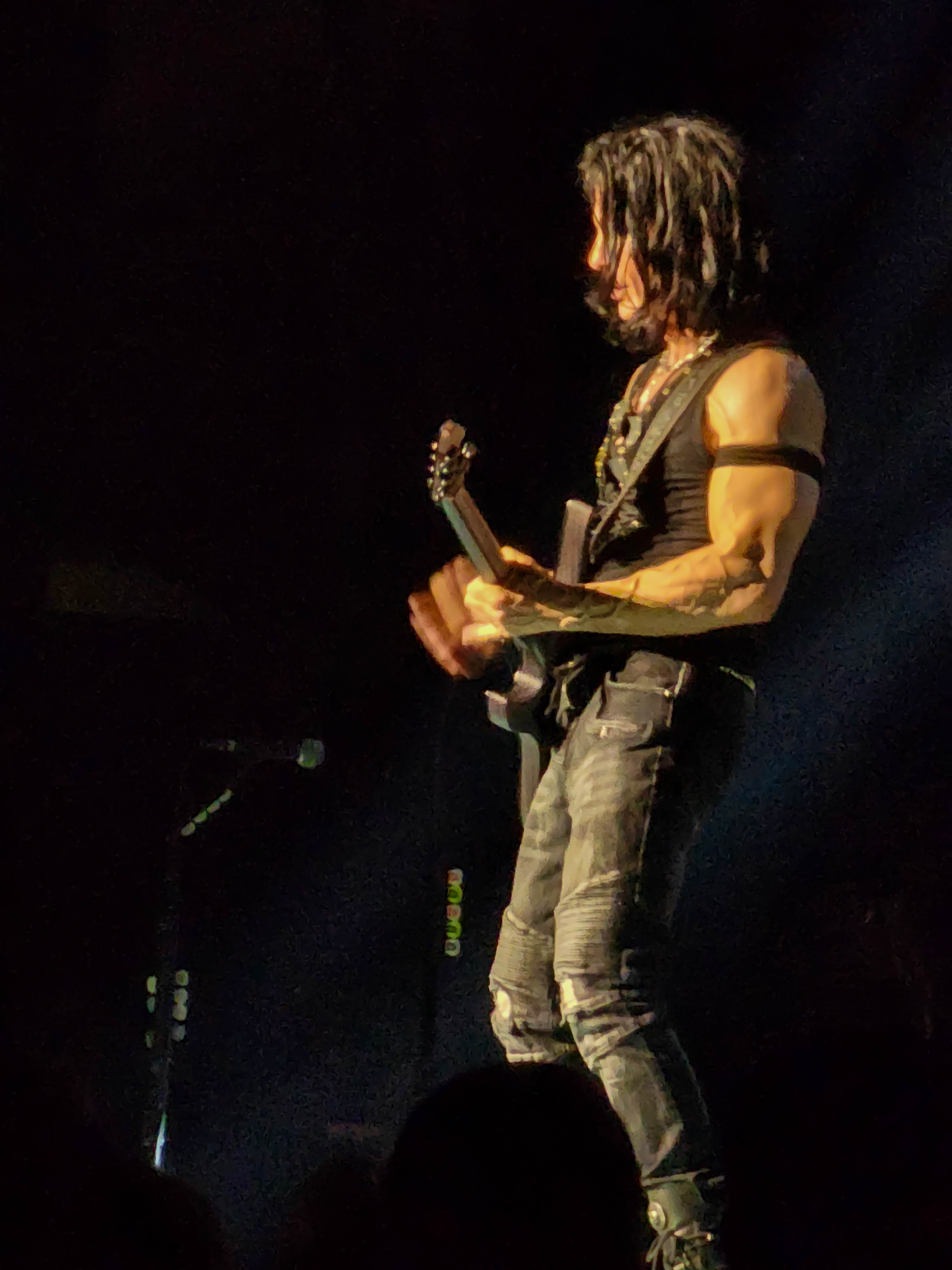
Kane Roberts, 2022

Kane Roberts (eigentlich Robert William Athas; * 16. Januar 1962 in Newton, Massachusetts) ist ein US-amerikanischer Rock-Gitarrist und Sänger, der durch seine Mitarbeit beim Comeback von Alice Cooper in den Jahren 1986 und 1987 sowie seine Beteiligung an Coopers Hitalbum Trash internationale Bekanntheit erlangte. Nach der Trennung von Cooper veröffentlichte er mehrere eigene Alben und arbeitete mit anderen Musikern zusammen, bevor er sich vorübergehend aus dem Musikgeschäft zurückzog.

## Karriere
Alice Cooper hatte sich 1983 aus dem Musikgeschäft zurückgezogen und nur sporadisch als Sänger gewirkt, unter anderem als Gastsänger des Twisted-Sister-Titels Be Chrool to Your Scuel. Für sein Comeback verpflichtete er Kane Roberts von der Band Criminal Justice, mit dem zusammen er die zehn Titel für das Album Constrictor schrieb. Roberts war auch Gitarrist des Nachfolgealbums, Raise Your Fist and Yell, bevor er sein erstes, selbstbetiteltes Soloalbum aufnahm. An Coopers erfolgreichstem Album der 1980er Jahre, Trash wirkte er nur auf dem Song Bed of Nails mit.
1991 veröffentlichte Roberts sein zweites Soloalbum, Saints and Sinners. Er arbeitete mit Berlin, mit Rod Stewart und Steve Vai, und er ist Co-Autor des Titels Take it Off, den er mit Bob Ezrin und Paul Stanley für das Kiss-Album Revenge schrieb.
Roberts zog sich danach vollständig aus dem Musikgeschäft zurück und wurde Programmierer für Videospiele, bevor er 2012 mit der Wiederveröffentlichung von Saints and Sinners und dem Album Unsung Radio wieder auf sich aufmerksam machte.

## Diskografie
Mit Alice Cooper
- 1986: Constrictor
- 1987: Raise Your Fist and Yell
- 1989: Trash

Solo
- 1987: Kane Roberts
- 1991: Saints and Sinners
- 2012: Unsung Radio